# Tour de France 2015/11. Etappe
Die 11. Etappe der Tour de France 2015 fand am 15. Juli 2015 statt. Sie führte von Pau über 188 Kilometer nach Cauterets. Es gab insgesamt sechs Bergwertungen, eine der vierten Kategorie, drei der dritten Kategorie, eine der ersten Kategorie und mit dem Col du Tourmalet eine der Hors Catégorie nach 147 Kilometern. Der Radfahrer, der diesen Gipfel zuerst erreichte, erhielt das mit 5000 Euro dotierte Souvenir Jacques Goddet. Außerdem gab es einen Zwischensprint nach 56,5 Kilometern in Pouzac. Die elfte Etappe zählte als Hochgebirgsetappe. Es gingen 183 Fahrer an den Start.

## Rennverlauf
Eine vierköpfige Gruppe mit Lieuwe Westra, Michał Kwiatkowski, Bob Jungels und Edvald Boasson Hagen konnte sich absetzen, gewann aber nie mehr als eine Minute an Vorsprung. Das Hauptfeld leistete sehr aggressive Nachführarbeit, sodass das Renntempo in der ersten Stunde sehr hoch war und die vier Ausreißer kurz vor der ersten Bergwertung an der Côte de Loucrup wieder eingeholt wurden. Auch diese Steigung wurde sehr schnell befahren, wodurch einige Klassementfahrer bereits an dieser vergleichsweise geringen Steigung abgehängt wurden. Den folgenden Zwischensprint gewann Matteo Trentin vor Peter Sagan, während André Greipel nur Neunter wurde. Damit hatte Sagan wieder mehr Punkte in der Sprintwertung als Greipel.
Zwischen der zweiten Bergwertung an der Côte de Bagnères-de-Bigorre und der dritten an der Côte de Mauvezin wagten die Franzosen Thibaut Pinot und Romain Bardet einen Fluchtversuch, der aber nicht erfolgreich war. Beide Fahrer waren im letzten Jahr gut platziert, hatten bei dieser Rundfahrt aber bereits viel Zeit verloren. Am Anstieg zur dritten Bergwertung des Tages bildete sich dann langsam eine neue Führungsgruppe. Ihr gehörten Rafał Majka, Thomas Voeckler, Serge Pauwels, Emanuel Buchmann und Steve Morabito an. Die fünf Fahrer konnten sich erfolgreich absetzen und fuhren über drei Minuten Vorsprung heraus. Später schlossen noch Julien Simon, Arnaud Démare und Daniel Martin zur Führungsgruppe auf. Démare fiel aber wenig später wieder zurück, sodass noch sieben Fahrer mit einem Vorsprung von über sieben Minuten vorn waren. Den Col d’Aspin überquerte Martin als Erster vor Voeckler und Pauwels.
Am Anstieg zum Col du Tourmalet lagen die Ausreißer noch ungefährdet vorn, im Feld dagegen fielen Peter Sagan, Thibaut Pinot, Jean-Christophe Péraud, Joaquim Rodríguez und Warren Barguil zurück. Bei den Ausreißern hatte sich Majka abgesetzt und fuhr allein vorn weiter. Die Favoritengruppe bestand noch aus Vincenzo Nibali, Tanel Kangert, Chris Froome, Wouter Poels, Alberto Contador, Nairo Quintana, Alejandro Valverde, Tejay van Garderen, Tony Gallopin, Pierre Rolland, Robert Gesink, Bauke Mollema, Samuel Sánchez und Richie Porte. Vorn überquerte Majka mit schon über einer Minute Vorsprung den Gipfel vor Pauwels und Buchmann und sicherte sich damit das Souvenir Jacques Goddet sowie eine Prämie in Höhe von 5000 Euro.
Zu Beginn des letzten Anstieges lagen folgende Zeitabstände vor:
- Rafał Majka war in Front,
- Serge Pauwels lag 1:07 Minuten hinter Majka,
- Emanuel Buchmann und Daniel Martin 2:00 Minuten hinter Majka,
- Thomas Voeckler und Julien Simon befanden sich zwischen Buchmann/Martin und der Favoritengruppe und die
- Favoritengruppe war 6:03 Minuten hinter Majka.

Der an dritter Position liegende Daniel Martin hängte zuerst Buchmann ab und fuhr dann auch an Pauwels vorbei, konnte Majka aber nicht mehr erreichen. Majka gewann die letzte Bergwertung des Tages und die Etappe, Zweiter wurde jeweils Martin. Dritter im Ziel wurde Buchmann vor Pauwels. In der Favoritengruppe attackierten kurz vor dem Ziel noch Bauke Mollema und Alejandro Valverde, die damit noch geringfügig Zeit auf den Führenden der Gesamtwertung, Froome, gutmachen konnten.

## Punktewertungen
| Zwischensprint in Pouzac nach 56,5 km auf 514 m |                        |                         |         |
| 1.                                              | Italien                | Matteo Trentin (EQS)    | 20 Pkt. |
| 2.                                              | Slowakei               | Peter Sagan (TCS)       | 17 Pkt. |
| 3.                                              | Deutschland            | John Degenkolb (TGA)    | 15 Pkt. |
| 4.                                              | Tschechien             | Zdeněk Štybar (EQS)     | 13 Pkt. |
| 5.                                              | Frankreich             | Sylvain Chavanel (IAM)  | 11 Pkt. |
| 6.                                              | Polen                  | Bartosz Huzarski (BOA)  | 10 Pkt. |
| 7.                                              | Italien                | Daniele Bennati (TCS)   | 9 Pkt.  |
| 8.                                              | Belgien                | Greg Van Avermaet (BMC) | 8 Pkt.  |
| 9.                                              | Deutschland            | André Greipel (LTS)     | 7 Pkt.  |
| 10.                                             | Ukraine                | Andrij Hrywko (AST)     | 6 Pkt.  |
| 11.                                             | Niederlande            | Laurens ten Dam (TLJ)   | 5 Pkt.  |
| 12.                                             | Vereinigtes Konigreich | Steve Cummings (MTN)    | 4 Pkt.  |
| 13.                                             | Deutschland            | Paul Voß (BOA)          | 3 Pkt.  |
| 14.                                             | Vereinigtes Konigreich | Peter Kennaugh (SKY)    | 2 Pkt.  |
| 15.                                             | Irland                 | Nicolas Roche (SKY)     | 1 Pkt.  |

| Etappenziel in Cauterets nach 188 km auf 916 m |                        |                          |         |
| 1.                                             | Polen                  | Rafał Majka (TCS)        | 20 Pkt. |
| 2.                                             | Irland                 | Daniel Martin (TCG)      | 17 Pkt. |
| 3.                                             | Deutschland            | Emanuel Buchmann (BOA)   | 15 Pkt. |
| 4.                                             | Belgien                | Serge Pauwels (MTN)      | 13 Pkt. |
| 5.                                             | Frankreich             | Thomas Voeckler (EUC)    | 11 Pkt. |
| 6.                                             | Frankreich             | Julien Simon (COF)       | 10 Pkt. |
| 7.                                             | Niederlande            | Bauke Mollema (TFR)      | 9 Pkt.  |
| 8.                                             | Spanien                | Alejandro Valverde (MOV) | 8 Pkt.  |
| 9.                                             | Vereinigtes Konigreich | Chris Froome (SKY)       | 7 Pkt.  |
| 10.                                            | Spanien                | Alberto Contador (TCS)   | 6 Pkt.  |
| 11.                                            | Kolumbien              | Nairo Quintana (MOV)     | 5 Pkt.  |
| 12.                                            | Spanien                | Samuel Sánchez (BMC)     | 4 Pkt.  |
| 13.                                            | Vereinigte Staaten     | Tejay van Garderen (BMC) | 3 Pkt.  |
| 14.                                            | Vereinigtes Konigreich | Geraint Thomas (SKY)     | 2 Pkt.  |
| 15.                                            | Niederlande            | Robert Gesink (TLJ)      | 1 Pkt.  |

## Bergwertungen
| Côte de Loucrup Kategorie 3 nach 48,5 km auf 530 m 2,0 km bei 7,0 % |            |                       |        |
| 1.                                                                  | Frankreich | Thomas Voeckler (EUC) | 2 Pkt. |
| 2.                                                                  | Irland     | Daniel Martin (TCG)   | 1 Pkt. |

| Côte de Bagnères-de-Bigorre Kategorie 4 nach 61,5 km auf 644 m 1,4 km bei 6,1 % |         |                      |        |
| 1.                                                                              | Schweiz | Steve Morabito (FDJ) | 1 Pkt. |

| Côte de Mauvezin Kategorie 3 nach 74,5 km auf 501 m 2,7 km bei 6,0 % |            |                            |        |
| 1.                                                                   | Eritrea    | Daniel Teklehaimanot (MTN) | 2 Pkt. |
| 2.                                                                   | Frankreich | Thomas Voeckler (EUC)      | 1 Pkt. |

| Col d’Aspin Kategorie 1 nach 117 km auf 1490 m 12,0 km bei 6,5 % |            |                       |         |
| 1.                                                               | Irland     | Daniel Martin (TCG)   | 10 Pkt. |
| 2.                                                               | Frankreich | Thomas Voeckler (EUC) | 8 Pkt.  |
| 3.                                                               | Belgien    | Serge Pauwels (MTN)   | 6 Pkt.  |
| 4.                                                               | Polen      | Rafał Majka (TCS)     | 4 Pkt.  |
| 5.                                                               | Frankreich | Julien Simon (COF)    | 2 Pkt.  |
| 6.                                                               | Schweiz    | Steve Morabito (FDJ)  | 1 Pkt.  |

| Col du Tourmalet Kategorie HC nach 147 km auf 2115 m 17,1 km bei 7,3 % |                        |                        |         |
| 1.                                                                     | Polen                  | Rafał Majka (TCS)      | 25 Pkt. |
| 2.                                                                     | Belgien                | Serge Pauwels (MTN)    | 20 Pkt. |
| 3.                                                                     | Deutschland            | Emanuel Buchmann (BOA) | 16 Pkt. |
| 4.                                                                     | Irland                 | Daniel Martin (TCG)    | 14 Pkt. |
| 5.                                                                     | Frankreich             | Thomas Voeckler (EUC)  | 12 Pkt. |
| 6.                                                                     | Frankreich             | Julien Simon (COF)     | 10 Pkt. |
| 7.                                                                     | Schweiz                | Steve Morabito (FDJ)   | 8 Pkt.  |
| 8.                                                                     | Vereinigtes Konigreich | Chris Froome (SKY)     | 6 Pkt.  |
| 9.                                                                     | Frankreich             | Pierre Rolland (EUC)   | 4 Pkt.  |
| 10.                                                                    | Vereinigtes Konigreich | Geraint Thomas (SKY)   | 2 Pkt.  |

| Côte de Cauterets Kategorie 3 nach 184,5 km auf 817 m 6,4 km bei 5,0 % |        |                     |        |
| 1.                                                                     | Polen  | Rafał Majka (TCS)   | 2 Pkt. |
| 2.                                                                     | Irland | Daniel Martin (TCG) | 1 Pkt. |

## Auszeichnung
- Souvenir Jacques Goddet (5000 Euro) auf dem Col du Tourmalet auf 2115 m:  Rafał Majka (TCS)

## Aufgaben
- Daniele Bennati (TCS): Aufgabe während der Etappe (Sturz[1])
- Rui Costa (LAM): Aufgabe während der Etappe (Sturzfolgen der 3. Etappe[1])
- Ben Gastauer (ALM): Aufgabe während der Etappe (Mittelohrentzündung[2])
- Dominik Nerz (BOA): Aufgabe während der Etappe (Magenprobleme[1])
- Rein Taaramäe (AST): Aufgabe während der Etappe (Krankheit[3])
- Johan Vansummeren (ALM): Aufgabe während der Etappe (Verletzungen aus der ersten Tour-Woche[4])